# Kloster Acquaformosa
Das Kloster Santa Maria di Acquaformosa (auch unter dem Namen Santa Maria di San Leucio bekannt) ist eine ehemalige Zisterzienserabtei in der Region Kalabrien, Italien. Es lag bei dem Ort Acquaformosa in der Provinz Cosenza, rund 74 km nordwestlich von Cosenza, in 756 m Höhe, am Südrand des heutigen Nationalparks Pollino.

## Geschichte
Die Gründung der Abtei erfolgte 1195 oder 1197 durch einen aus Kloster Sambucina entsandten Konvent unter dem Abt Luca Campano, der 1203 Erzbischof von Cosenza wurde, auf einem 1140 von den Herren von Altomonte der Kirche überlassenen Gelände. Die Abtei gehörte damit der Filiation der Primarabtei Clairvaux an. Sie erlangte bald bedeutenden Wohlstand und großes Ansehen, u. a. durch Stiftungen des Kaisers Friedrich II. In 1.430 m Höhe besaß das Kloster die Grangie Madonna del Monte. Nach der Eroberung Albaniens durch die Türken ließen sich viele albanische Flüchtlinge um das Kloster nieder. Auch Acquaformosa fiel in Kommende, was zum Absinken der Zahl seiner Mönche führte. 1633 trat die Abtei jedoch in die kalabresisch-lukanische Zisterzienserkongregation ein, und die Zisterzienser bleiben bis zur Aufhebung des Klosters unter Joseph Bonaparte im Jahr 1807. Zwei Mönche sollen sich anschließend nach Madonna del Monte zurückgezogen und dort bis in die Mitte des 19. Jahrhunderts gelebt haben.

## Anlage und Bauten
Von der Anlage sind nur Überreste in späteren Gebäuden erhalten. Einige Ausstattungsgegenstände sind in die Pfarrkirche gelangt.